# ホワイト・バイ・ヴェラ・ウォン
ニューヨークの女性ファッションデザイナーであるヴェラ・ウォンが、2011年春、米国ブライダル大手のデイヴィッズ ブライダル (Davi's Bridal)とコラボして発表したウェディングドレス専用コレクション (出典：ファッション・プレス)。英語表記は、WHITE by Vera Wang。

## ドレスの特徴
ホワイト・バイ・ヴェラ・ウォンのウェディングドレスは、ヴェラ・ウォンならではの、美しいボディラインを意識したデザインと繊細なディテールが特徴。ヴェラ・ウォン (Vera Wang)のウェディングコレクションのドレスより、比較的安価に手に入ることからも、日本でも人気が高い (出典：ヴェラ・ウォンのセカンドライン＊『White by Vera Wang』に注目！)
特に、ボディの腰部分前面のVカットとボリューミーなスカートが特徴的な「バレリーナ」シリーズ（VW351135、VW351007）は、日本で高い人気を誇る（もっとも2014年に新規の生産は終了している）（出典：日本で大人気なのに廃盤！！*White by Vera Wang*のバレリーナ【VW351007】を着た先輩花嫁さんが素敵♡*)。